# Steven Levitt
Steven David Levitt (29 de maig de 1967) és un economista nord-americà. Actualment és professor d'Economia a la Universitat de Chicago i co-editor de la revista Journal of Political Economy.
Va ser premiat el 2003 amb la Medalla John Bats Clark. En 2006, va ser triat per la revista Time com una de les “100 persones més influents del món”.

## Trajectòria
Va estudiar en la St. Paul Academy and Summit School. El 1989, es va graduar per la Universitat Harvard, i el 1996 va rebre el PhD de l'Institut Tecnològic de Massachusetts. En 2003, va ser premiat amb la Medalla John Bats Clark, que atorga cada dos anys la American Economic Association a l'economista nord-americà més prometedor de menys de 40 anys. En 2005, Steven Levitt va publicar, juntament amb Stephen J. Dubner, el seu primer llibre: Freakonomics, publicat en català com a Economia Freaky

## Obra
Steven Levitt ha estudiat diferents aspectes de l'Economia, en moltes ocasions incloent temes que van més enllà del camp tradicional d'aquesta ciència, tals com la delinqüència, la política o els esports, estudis que han donat com a resultat més de 60 publicacions acadèmiques.
Un dels seus treballs més coneguts i polèmics és The Impact of Legalized Abortion on Crime (L'impacte de la legalització de l'avortament en el crim), que va elaborar al costat de John Donohue i en el qual demostra amb dades estadístiques que la legalització de l'avortament als Estats Units ha tingut un fort efecte de reducció de la delinqüència més d'una dècada després.